# Иктисад
Иктисад (баш. Иҡтисад) — деревня в Гафурийском районе Республики Башкортостан Российской Федерации. Входит в состав Утяковского сельсовета. 

## География

### Географическое положение
Расстояние до:
- районного центра (Красноусольский): 26 км,
- центра сельсовета (Утяково): 4 км,
- ближайшей ж/д станции (Белое Озеро): 55 км.

## Население
| 2002 | 2009 | 2010 |
| ---- | ---- | ---- |
| 7    | →7   | →7   |

Согласно переписи 2002 года, преобладающая национальность — башкиры (100 %).